# Classes plantarum
Classes plantarum (с лат. — «Классы растений») — научная работа шведского натуралиста Карла Линнея (1707—1778); была опубликована в Лейдене в 1738 году на латинском языке. Представляет собой изложение различных систем классификации растений и их сопоставление с собственной системой классификации Линнея, построенной на основе количественного и качественного учёта половых признаков растений. Является второй частью работы Линнея Fundamenta Botanica (с лат. — «Основы ботаники»).
Одно из важнейших сочинений Линнея голландского периода его деятельности

## История написания и публикации
Частично «Классы растений» были написаны Линнеем ещё в Швеции, до начала поездки в Голландию в 1735 году. Он начал работать над этим сочинением примерно в 1731 году, когда жил в доме профессора Рудбека-младшего. Линней позже вспоминал, что днём он занимался с учениками, а ночью разрабатывал новую систему ботаники, при этом «ни одна минута времени не пропадала напрасно».
Опубликована работа была в октябре 1738 году, в тот период, когда Линней, закончив работать у Джорджа Клиффорда, переехал в Лейден к Адриану ван Ройену, возглавлявшему ботанический сад Лейденского университета.
Книга посвящена барону Нильсу Реутерхольму и барону Габриэлю Гиллегрипу — шведским губернаторам, которые в первой половине 1730-х годов оказали помощь Линнею с путешествиями по провинциям, которыми они руководили.

## Содержание
Сочинение представляет собой краткий обзор основных долиннеевских классификаций растений, при этом все они сопоставляются с собственной половой системой классификации Линнея с указанием основных своих достоинств и недостатков. Как писал сам Линней, работа Classes Plantarum — это «короткое резюме всех систем, так что тот, кто пользуется им, может обойтись без работ предыдущих авторов».
В книге перечислены 65 отрядов растений, представляющих собой, по мнению Линнея, «фрагменты естественного метода» (они имеют номера от I до LXV и представлены в книге списками относящихся к ним родов).

## Развитие идей книги в «Философия ботаники»
Сведения из «Классов растений» в значительной степени были использованы Линнеем в работе 1751 года «Философия ботаники» — одном из основополагающих сочинений по биологической систематике. Глава Systemata (с лат. — «Системы») «Философии ботаники» в значительной степени является сокращённым и, одновременно, несколько обновлённым пересказом содержания «Классов…» Обновление сведений связано с тем, что за годы, прошедшие с момента опубликования «Классов растений», было предпринято несколько новых попыток классификации растений.
Кроме того, в «Философии ботаники» получили более точное оформление «естественные отряды» («фрагменты естественного метода» из «Классов растений»).

## Издания
Первое издание вышло в Лейдене в октябре 1738 года:
- Classes plantarum. Seu systemata plantarum omnia a fructificatione desumta, quorum xvi universalia & xiii partialia; compendiose proposita secundum classes, ordines et nomina generica cum clave cujusvis methodi et synonymis genericis. Fundamentorum botanicorum pars ii… :  [лат.]. — Lugduni batavorum : Conradum Wishoff, 1738. — [i—viii], i—606 [страницы с двойной нумерацией, при этом на некоторых страницах текст расположен в две колонки, на некоторых — в одну], 607—656, [657] s.[1].

В 1747 году вышло переиздание этого сочинения Линнея.
В 1905—1913 годах в Швеции было издано пятитомное (в шести книгах) собрание сочинений Карла Линнея. Работа Classes plantarum была опубликована в 1907 году в третьем томе этого издания:
- Skrifter af Carl von Linné : Utgifna af Kungl. svenska vetenskapsakademien :  [лат.] / Öfversatt till Svenska språket af Th. M. Fries. — Upsala : Almqvist & Wiksells boktryckeri-a.-b., 1907. — Vol. 3. Classes plantarum : Opus denuo editum. — [i—viii], i—606, 607—656, [657] s.

Кроме того, в 1798 и 1804 это сочинение было опубликовано в переводе на французский язык.

## Комментарии
1. ↑  Второе слово в названии сочинения в одних источниках начинается со строчной буквы[1], в других — с заглавной[2].